# Орден «Мадарский всадник»
Орден «Мадарский всадник» (болг. Орден «Мадарски конник») был впервые учреждён 4 августа 1966 года. После падения коммунистического режима в Болгарии орден был сохранён, как политически нейтральный. Им награждаются болгарские и иностранные граждане за особо большие заслуги в установлении, укреплении и развитии двусторонних отношений с Республикой Болгария.

## Положение о награде
(1) Орденом «Мадарский всадник» награждаются иностранные и болгарские граждане за особо большие заслуги в установлении, укреплении и развитии двусторонних отношений с Республикой Болгария:
1. дипломатические представители, аккредитированные в Республике Болгария, и болгарские дипломатические представители, аккредитированные в других странах;
2. иностранные и болгарские общественные деятели и военные лица.

(2) Лента ордена «Мадарский всадник» имеет цвета национального болгарского флага. Орден имеет две степени — первую и вторую, и две категории — без мечей (вручается гражданским лицам) и с мечами (вручается военным лицам):
1. первая степень: миниатюрное изображение Мадарского всадника сверху розетки с золотыми лучами; носится на шее;
2. вторая степень: миниатюрное изображение Мадарского всадника сверху розетки с серебряными лучами; носится на шее.

## Знаки ордена

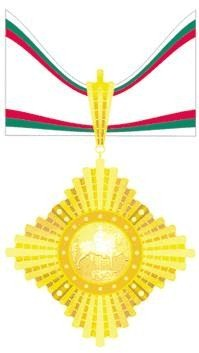
Орден «Мадарский всадник» 1-я степень
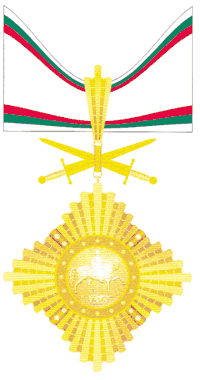
Орден «Мадарский всадник» 1-я степень, с мечами
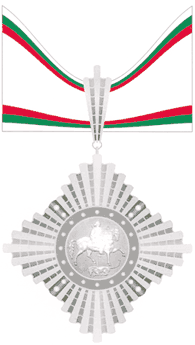
Орден «Мадарский всадник» 2-я степень
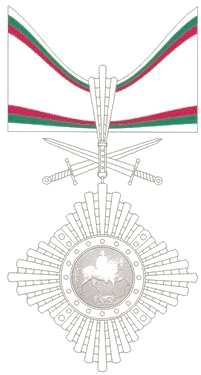
Орден «Мадарский всадник» 2-я степень, с мечами